# Чепурний Євген Юрійович
Євге́н Ю́рійович Чепурний — капітан Збройних сил України, учасник війни на сході України.
Командир групи спеціального призначення. Вивів групу, у якій були й важкопоранені, з-під обстрілу ворога, при цьому особисто надаючи першу медичну допомогу пораненим.

## Нагороди
За особисту мужність і героїзм, виявлені у захисті державного суверенітету та територіальної цілісності України, вірність військовій присязі під час російсько-української війни нагороджений:
- орденом «За мужність» III ступеня (21.8.2014),
- орденом Богдана Хмельницького III (27.11.2014) і ІІ (13.8.2015) ступенів.